# Tavelure (botanique)
Pour les articles homonymes, voir Tavelure.
Taxons concernés
dans les genres
- Fusicladium
- Venturia
- etc.modifier

Les tavelures sont des maladies cryptogamiques provenant de divers champignons et affectant notamment les pommiers, pruniers, poiriers et oliviers. Elles altèrent aussi bien les feuilles que les fruits.

## Symptômes
Sur feuilles, ce sont généralement des taches devenant brunes ou noirâtres, relativement rondes, de quelques millimètres de diamètre. Elles provoquent des déformations du feuillage.
Sur fruits, les manifestations vont jusqu'à la déformation complète, avec crevasses profondes et/ou la chute du fruit. Celui-ci est de toute façon impropre à la commercialisation.
Les fruits se tachent et se crevassent.

## Noms français et noms scientifiques correspondants
Liste alphabétique des noms vulgaires ou des noms vernaculaires attestés en français.

Note : certaines espèces ont plusieurs noms et, les classifications évoluant encore, certains noms scientifiques ont peut-être un autre synonyme valide.
- Tavelure mouchetée - forme de tavelure du pommier[2]
- Tavelure noire du pêcher - due à Venturia carpophila[3]
- Tavelure du poirier - due à Venturia pyrina[2]
- Tavelure du pommier - due à Venturia inaequalis[2]
- Tavelure tardive - [2]?
- etc.

## Lutte

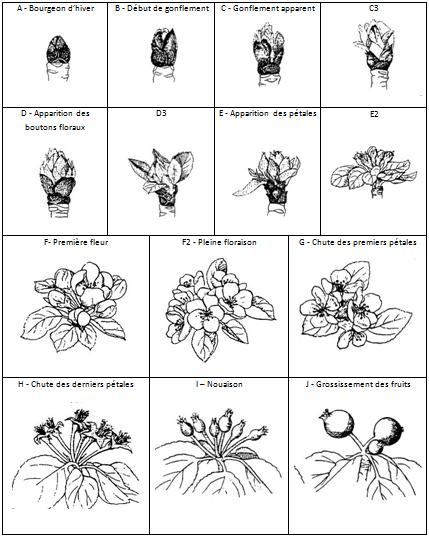
Stades d'évolution du pommier. Les stades de sensibilité maximum à la tavelure sont atteints aux stades C-C3 pour le pommier et C3-D pour le poirier.

### Nettoyer le verger et détruire les parties contaminées
Le moyen le plus simple et le plus efficace est de retirer et de détruire au mieux les fruits, feuilles  et rameaux infectées sur l'arbre ou dès leur chute. Cette pratique supprimera la plus grande partie des spores et limitera également d'autres parasites comme le carpocapse. Les parties contaminées ne doivent pas être intégrées au compost pour ne pas le contaminer mais brûlées ou entassées à l'écart du verger.
À l'automne, les feuilles mortes qui abritent le champignon durant l'hiver peuvent être retirées ou dégradées (cette dernière option étant plus simple). Trois actions favorisent leur dégradation :
1. La tonte de l'herbe sous les arbres après la chute des feuilles ; Cela permet de les fragmenter.
2. L'apport de compost qui active la vie microbienne.
3. L'apport d'azote sur les feuilles (avant leur chute) ou au pied de l'arbre (après leur chute). Le traitement à l'urine pure avant la chute des feuilles (et après la cueillette des fruits) supprime l'éjection d'ascospores et augmente les rendements l'année suivante[5]. L'urine de vache, plus concentrée en urée est plus efficace que l'urine humaine.

### Chaulage des troncs
Le chaulage des troncs au milieu de l'hiver et avant le débourrement (début mars) est une pratique courante qui permet de détruire les formes hivernantes de la plupart des maladies fongiques (tavelure, cloque, moniliose, chancre...), les larves de certains insectes (carpocapse notamment) et les œufs de certains pucerons. À noter que cette pratique se révèle également très efficace contre les auxiliaires de culture son application doit donc rester raisonnée.
L'eau de chaux peut être réalisée avec de la chaux vive (interdite en agriculture biologique) de la craie ou de la cendre. Les badigeons peuvent aussi être réalisés avec de l'argile.

### Traitements antifongiques et purins végétaux
Plusieurs traitements préventifs sont utilisés contre la tavelure. La période la plus critique se situe avant le débourrement des bourgeons et jusqu'à la formation des fruits en cas de printemps humide.  La bouillie bordelaise (à base de chaux et de sulfate de cuivre) et la bouille nantaise (à base de chaux éteinte, de sulfures et de thiosulfates) peuvent être appliquées.
Les macérations, ou purins de prêle ou d'ortie peuvent également être appliqués bien qu'aucune donnée scientifique ne confirme leur efficacité à ce jour.
Il existe également des fongicides de synthèse comme le mancozèbe. 
Certains appareils et méthodes permettent de prévoir les attaques en analysant les différents paramètres favorables (température, durée d'humectation du végétal, etc.). Les résultats permettent de traiter en « semi-curatif », pour bloquer la pénétration du champignon, juste après une pluie contaminatrice.